# Sládkovičovo
Sládkovičovo (în germană Diosek, în maghiară Dioszeg) este un oraș din Slovacia cu 6.043 locuitori.

## Demografie
| An:                | 1994 | 2004   | 2014   | 2024   |
| ------------------ | ---- | ------ | ------ | ------ |
| Număr de persoane: | 5962 | 5654   | 5348   | 5386   |
| Diferență:         |      | −5,16% | −5,41% | +0,71% |

| An:                | 2023 | 2024   |
| ------------------ | ---- | ------ |
| Număr de persoane: | 5411 | 5386   |
| Diferență:         |      | −0,46% |